# Iblís
A l'islam, Iblís (àrab: إبليس, Iblīs) és el nom de l'àngel caigut, que es va negar a inclinar-se davant d'Adam i es va apartar de Déu. Literalment, el seu nom significa ‘privat de tota bondat’.
El personatge és més conegut, però, com a Xaitan (àrab: شيْطان, Xayṭān), emparentat amb el Satan o Satanàs, paraula aramea que significa ‘adversari’. Amb aquest últim nom apareix citat 87 vegades a l'Alcorà, mentre que el nom d'Iblís se cita únicament nou vegades. Se l'anomena també al-Waswàs (àrab: الوَسْوَاس, al-Waswās), és a dir, ‘el Murmurador’, perquè inocula amb les seves murmuracions la temptació al cor de la gent; al-Khannàs (àrab: الخَنَّاس, al-Ḫannās), ‘l'Esquerp’ i ar-Rajim (àrab: الرجيم, ar-Rajīm), ‘el Lapidat’.

## En la cultura popular
A la sèrie Battlestar Galactica (1978) apareix el personatge del Comte Iblis. També apareix citat a Les mil i una nits.